# Albert Stewart Meek

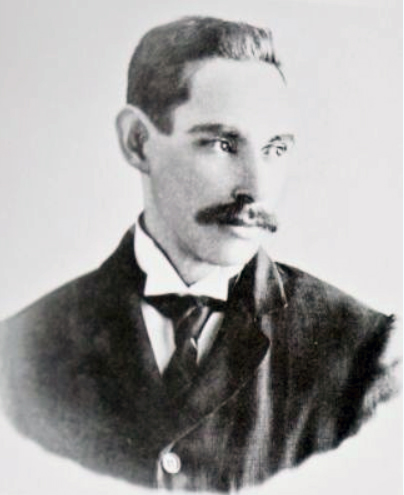
Albert Stewart Meek

Albert Stewart Meek (Londen in Groot-Brittannië, 26 oktober 1871 - Bondi, Sydney in Australië, 1 oktober 1943) was een Brits natuuronderzoeker en verzamelaar van vogels en  insecten (waaronder veel vlinders). Verder was hij handelaar in huiden en veren van vogels. Hij werkte nauw samen met Lionel Walter Rothschild en Ernst Hartert. Vooral door zijn activiteiten werd de collectie vogels en insecten van het natuurhistorisch museum in Tring in het begin van de 20ste eeuw de grootste ter wereld. Na het overlijden van Lionel Walter Rothschild in 1937 werd dit museum een afdeling van het Natural History Museum (de vogels waren toen al verkocht aan het AMNH in New York). De naam van Albert Stewart wordt vaak abusievelijk gespeld als Alfred S. Meek.
Diverse wetenschappelijke namen van vogelsoorten zijn vernoemd naar Meek: salomonseilandenkroonduif (Microgoura meeki), bougainvillekraai (Corvus meeki), Meeks spechtpapegaai (Micropsitta meeki), Meeks lori (Charmosyna meeki), tagulabrilvogel (Zosterops meeki), Meeks valkuil (Ninox meeki) en Meeks honingeter (Ptiloprora meekiana).
De grootste vlinder ter wereld, Alexandra's vogelvlinder (Ornithoptera alexandrae) werd ook door Meek verzameld en door Rothschild beschreven.